# Assumpta Bastida i Pibernat
Asunción Bastida Pibernat (Barcelona, 6 d'abril de 1902 - 8 d'octubre de 1995), fou una modista catalana de la Cooperativa d'Alta Costura. Es considera la introductora a Espanya de l'ús del cotó tant per a la platja com per a vestits de carrer i de festa, així com l'obertura de boutiques de complements i esports.

## Biografia
Es va casar amb Marcelino Mases i, cap al 1926, va obrir un negoci de gènere de punt al Passeig de Gràcia de Barcelona. Més tard es va traslladar a la Gran Via barcelonina, amb el nom de Modas Mases de Asunción Bastida, dedicada ja a l'alta costura. El 1934 va obrir una sucursal a Madrid. Amb l'esclat de la Guerra Civil espanyola Bastida va tancar els seus dos establiments. El 1939 va viatjar a Itàlia i va mantenir contacte amb les grans cases de Milà i Roma; a final d'any reobrí la seva casa barcelonina.
Va ser membre inicial de la Cooperativa d'Alta Costura. Va reobrir la casa de Madrid i també va fer desfilades regulars a Sevilla. Va pertànyer al nucli selecte dels anomenats Cinco Grandes de l'esmentada Cooperativa d'Alta Costura. En un moment donat, Bastida va tenir l'autorització oficial de Christian Dior per a reproduir els seus models i poder-los firmar amb la marca Dior. En el marc de les activitats internacionals de la Cooperativa, Bastida va presentar col·leccions als Estats Units durant la dècada de 1960, entre altres ocasions, l'any 1963 a Miami i el 1965 a Nova York. Va treballar sovint creant vestuari per al cine espanyol dels anys quaranta i cinquanta.
A la dècada dels anys 50, va produir a Espanya la línia jove anomenada Jeunes Filles, del modista francès Jacques Heim. Asunción Bastida va ser una de les primeres cases de costura a Barcelona a dedicar una secció de boutique i prêt-à-porter a la dècada dels anys 50. Des de 1952 fins a 1968 va ser directora tècnica de la revista El boletín de la moda, revista continuada per El boletín de la nueva moda fins als anys 70. El 1970 va tancar oficialment la seva casa de costura tot i que va continuar treballant amb el nom d'Asunción Bastida S. A. fins al 1975.
Està representada a la Col·lecció tèxtil Antoni de Montpalau i a la col·lecció de moda del Museu del Disseny de Barcelona, on es conserva també el seu fons documental.